# Marcet Island
Marcet Island är en ö i Kanada.   Den ligger i territoriet Nunavut, i den centrala delen av landet, 3 100 km nordväst om huvudstaden Ottawa. Arean är 19,6 kvadratkilometer.
Terrängen på Marcet Island är platt. Öns högsta punkt är 110 meter över havet. Den sträcker sig 5,6 kilometer i nord-sydlig riktning, och 5,8 kilometer i öst-västlig riktning.
Trakten runt Marcet Island består i huvudsak av gräsmarker. Trakten runt Marcet Island är nära nog obefolkad, med mindre än två invånare per kvadratkilometer.